# Paloma Picasso

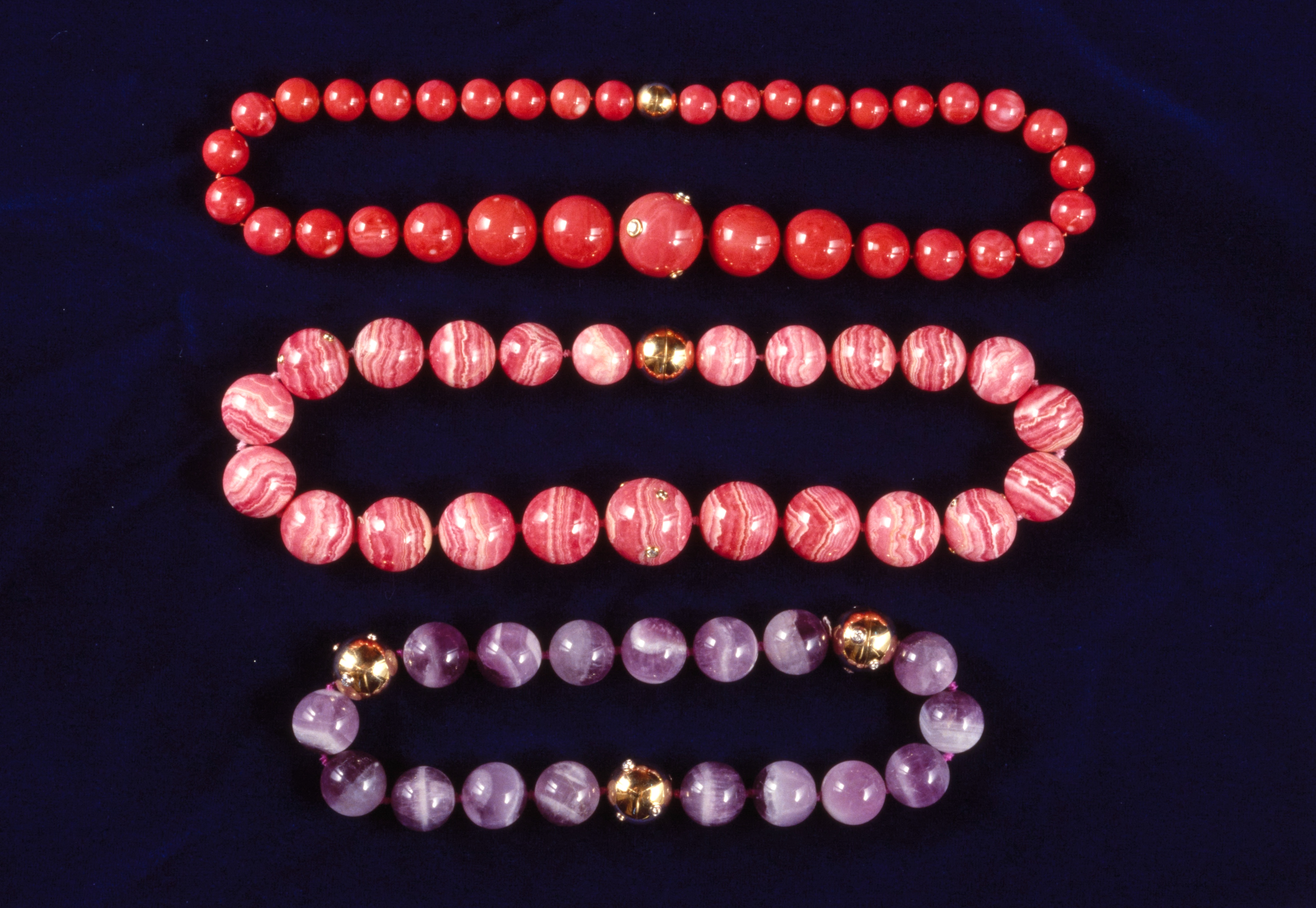
Bijoux, Paloma Picasso.

Logo pour les parfums, Paloma Picasso.

Pour les articles homonymes, voir Picasso (homonymie).
Paloma Picasso, née le 19 avril 1949 à Vallauris (Alpes-Maritimes), est une créatrice de mode et une femme d’affaires franco-espagnole. Elle est la fille de Pablo Picasso et de Françoise Gilot et la sœur cadette de Claude Picasso.

## Biographie
Très tôt, Paloma Picasso pose pour plusieurs œuvres de son père, telles que Paloma avec orange ou Paloma en bleu. Plus tard, elle se tourne vers le secteur de la mode et crée sa propre marque sous laquelle elle sort avec le groupe L'Oréal une licence de parfums, ainsi qu’une ligne de robes du soir. Elle conçoit également des bijoux pour Tiffany & Co. depuis 1980 et fréquente le mythique Studio 54 de New York, rejoignant le cercle d'artistes de l'époque, comme Keith Haring, Madonna et Andy Warhol.
Elle fait une apparition remarquée dans le film érotique du réalisateur polonais Walerian Borowczyk Immoral Tales - Les Contes immoraux (1974) dans le rôle de la comtesse Erzsébet Báthory.
Aujourd’hui, Paloma Picasso vit à Lausanne, en Suisse, et à Marrakech au Maroc.
Avare d’interviews, elle accepte d'accorder un entretien à la Matinale de France Inter en avril 2023, à l'occasion du cinquantième anniversaire de la disparition de son père Pablo Picasso.
Depuis juillet 2023, elle administre la Succession Picasso, société familiale des droits du peintre, en place de son frère Claude Picasso. 

### Vie privée
Paloma Picasso épouse en 1978 à Paris le metteur en scène Rafael Lopez-Sanchez. La réception de mariage est donnée chez Karl Lagerfeld, en présence d'Yves Saint Laurent, Pierre Bergé, Jacques de Bascher, Anna Piaggi, Xavier de Castella, Serge Lifar, Loulou de la Falaise, Thadée Klossowski, Caroline Loeb, Manolo Blahnik, Kenzo et d'autres personnalités à la mode de l'époque. La soirée continue ensuite au Palace de Fabrice Emaer.
Le couple divorce en 1999 et Paloma se remarie avec Éric Thévenet, ostéopathe,.

## Anecdote
- Paloma signifie colombe en espagnol. Picasso réalise d'ailleurs le dessin Colombe de la paix en 1949, année de naissance de sa fille.

## Décorations
- Officier de l'ordre des Arts et des Lettres (2011)[6]